# El Señor de los Anillos: el retorno del Rey
El Señor de los Anillos: el retorno del Rey (título original en inglés: The Lord of the Rings: The Return of the King) es la tercera película de la trilogía cinematográfica de El Señor de los Anillos, dirigida por Peter Jackson y basada en la tercera parte de la obra de J. R. R. Tolkien El Señor de los Anillos. Tuvo un presupuesto de 94 millones de dólares y fue rodada del 11 de octubre de 1999 al 22 de diciembre de 2000.
Trata sobre la última parte del viaje que emprenden los nueve compañeros (de los cuales quedan solamente ocho) para salvar a la Tierra Media de la oscuridad impuesta por Sauron. En esta parte se decide el destino de todos los habitantes de estas tierras.
Los primeros dos filmes fueron El Señor de los Anillos: la Comunidad del Anillo y El Señor de los Anillos: las dos torres, aunque en esta película se incluyen algunos eventos del libro anterior: Las dos torres.
En una edición especial extendida se introdujeron nuevas escenas que ayudan a comprender mejor el contexto de la película y a cada uno de los personajes. Estas escenas se suprimieron en la versión original porque alargaban demasiado la película y le restaban dinamismo.
El Señor de los Anillos: el retorno del Rey está considerada una de las películas más grandes y exitosas en la historia del cine. En octubre de 2011, IMDb la colocó en el puesto 7 de las 250 mejores películas de la historia. El 29 de febrero de 2004, durante la ceremonia de los Premios Óscar, El retorno del Rey ganó los once Óscar a los que había sido nominada, convirtiéndose así en una de las tres películas en ganar todas las nominaciones (las otras dos son Gigi y El último emperador), y convirtiéndose también en una de las películas más premiadas de la historia, igualando en número de premios a Titanic y Ben-Hur.
En cuanto a recaudación, se colocó en su momento como la segunda película más taquillera de todos los tiempos, con una recaudación global de 1147 millones de dólares, superada únicamente por Titanic (1997), la cual había recaudado 1843 millones de dólares hasta ese momento. Posteriormente fue superada por Avatar (2009, 2872 millones), Avengers: Endgame (2019, 2799 millones), The Avengers (2012, 1850 millones) y Rápido y furioso 7 (2015, 1650 millones), entre otras (si bien hay que tener en cuenta la inflación y el precio de taquilla).

## Argumento
La historia comienza con un recuerdo de cómo el hobbit Smeágol llegó a poseer el Anillo de Poder, tras matar a su amigo Déagol, quien lo había encontrado en el fondo de un río (donde cayó muchos años antes, como se vio en la primera película, cuando unos orcos asesinaron a Isildur, quien había cortado el dedo a Sauron en el Sitio de Barad-dûr, que concluyó la Guerra de la Última Alianza, y había conservado el Anillo a pesar de las advertencias de Elrond). A partir de entonces continúa el relato en donde se dejó mientras Gollum lleva a Frodo y Sam a través de la entrada cercana a Minas Morgul, en donde ven a sus ejércitos partir a la guerra. 
Luego de la victoria en la batalla del Abismo de Helm, el Rey de Rohan, junto a Gandalf, Aragorn, Legolas, Gimli y Éomer se dirigieron hacia Isengard, la ciudadela de Saruman desde la que había partido el ataque. La encontraron completamente destruida por los Ents, y volvieron a reencontrarse con Merry y Pippin. Entre las ruinas de la ciudad, Pippin encontró el palantir de Saruman, que Gandalf rápidamente tomó bajo su custodia (en la versión extendida DVD, hay una escena eliminada donde se muestra a Saruman y a Grima. Gandalf rompe la vara de Saruman y el rey Théoden invita a Grima a regresar a Rohan. Saruman se burla de Grima, y este, lleno de ira, coge una daga que tenía escondida y lo apuñala. Legolas lanza una flecha que impacta a Grima y ambos mueren. Saruman cae desde la terraza de la torre y cuando llega al suelo suelta el Palantir que tenía escondido. Luego Pippin lo encuentra).
Después de las celebraciones de la victoria, Pippin tuvo gran curiosidad por ver de nuevo la piedra, y se la quita a Gandalf mientras dormía. Vio en ella el ojo de Sauron, quien intentó obtener información de él, aunque Gandalf logró intervenir rápidamente, sin que Pippin revelara nada sustancial. Pippin, en cambio, sí llegó a ver algo importante: un árbol blanco. El mago entendió que se trataba del Árbol Blanco de Minas Tirith, lo cual quería decir que Sauron planeaba atacar Minas Tirith. Gandalf partió inmediatamente a advertirles, y llevándose también a Pippin para protegerlo en la ciudad. Pero al llegar se encuentran al Senescal Denethor II apenado por la muerte de su hijo preferido, Boromir, y completamente indiferente a todo lo demás. Sintiéndose en parte responsable, ya que Boromir murió defendiéndolo, Pippin ofrece sus servicios a Denethor como soldado. Denethor desconfía de Gandalf sabiendo Aragorn acompaña al Rey Théoden, quien deberá recuperar su trono como heredero de Isildur, lo que significaría el derrocamiento de Denethor, quien le reprocha a Gandalf que quiera usarlo de escudo contra el ataque de Mordor, para que luego Aragorn ocupe el trono. Por todo esto Denethor se niega a seguir la recomendación de Gandalf acerca de pedir auxilio de Rohan, pero Gandalf decide invocar la ayuda de Rohan y manda a Pippin a encender las almenaras de Minas Tirith. Aragorn al advertir la petición de ayuda la comunica a Théoden, quien a pesar de haber dudado en intervenir (ya que Gondor no le auxilió en la Batalla del Abismo de Helm ni en otros ataques de Saruman), al final decide reunir a su ejército para marchar a la guerra, y pide a Gamling y a Éomer que lleven a todos los hombres posibles al Baluarte del Sagrario.
Las fuerzas de Rohan se toman unos días para reunir a sus jinetes, para luego partir hacia Minas Tirith; Théoden se lamenta al ver que no todos sus súbditos acuden al llamado y que no contará con fuerzas suficientes para derrotar a Mordor, entonces Gamling le reprocha que no lograrán regresar con la victoria, pero Théoden le dice a él y a otros hombres que eso no importa, lo que importa es enfrentarlos en batalla a pesar de que sean derrotados, así decide proseguir la marcha. Aragorn recibe una misteriosa visita de Elrond: su hija Arwen vio en un futuro que podría tener hijos con Aragorn y eso la decidió a quedarse en la Tierra Media, por lo que Elrond brindó su ayuda en la guerra reforjando la gran espada Narsil que había derrotado a Sauron en su momento (los fragmentos de la espada que se conservaron por siglos en Rivendel, fueron reforjados en una nueva espada con el nombre de Andúril, Llama del Oeste), y recordándole a Aragorn que con esa arma conseguiría la cooperación del ejército de los muertos (que tenían una promesa por cumplir hecha al rey Isildur). Con esta espada, Aragorn, Legolas y Gimli abandonan al resto del ejército de Rohan y se adentran en una caverna en donde mora el ejército de los muertos. (En el libro de Tolkien al entrar a la caverna encuentran el cuerpo de Baldor hijo de Brego, segundo rey de Rohan). Estos fantasmas habían prometido ayuda a Isildur pero no se la brindaron, por lo que tras su victoria sobre Sauron los maldijo para que, aún después de muertos, no tuvieran paz. Solo si un día pagaban su deuda podrían hacerlo. Aragorn reclamó su ayuda, prometiendo como Rey de Gondor que daría su deuda por cumplida.
Gollum, por su parte, después de haber dicho a Frodo que Sam quería quedarse con el Anillo, para lo que le pediría tomarlo en algún momento, tomó el pan que quedaba, dejó migas en las ropas de Sam y lo inculpó de haberse comido todo. Mientras Sam golpea repetidamente a Gollum, Frodo sufre una descompensación y Sam, al verlo se ofrece ayudarlo con el Anillo, así Gollum logra hacer que Frodo desconfíe de Sam y lo aparte de su viaje, justo cuando lo hizo entrar en el paso de Cirith-Ungol y al antro de Ella-Laraña. Aun así, logró liberarse y atacar a Gollum. Gollum aseguró ser inocente, que el Anillo lo obligaba a hacer lo que hizo, y Frodo le dijo entonces finalmente para qué iba a Mordor: para destruirlo. Gollum volvió a atacar, pero cayó por un barranco. Ella-Laraña atrapó a Frodo luego de eso, pero fue ahuyentada por Sam. Sam creyó que Frodo estaba muerto por el veneno que le inyectaron y le quitó el anillo para continuar la misión, pero entonces llegaron unos orcos. Sam se escondió, y los orcos encontraron y se llevaron el cuerpo de Frodo, que comentaron que no estaba muerto sino solo inconsciente por varias horas.debido a un conflicto entre los orcos por la cota de malla de mithril de Frodo, estos empezaron a matarse mutuamente. Sam se infiltró en su fortaleza y lo liberó, Frodo creyó que el anillo había sido tomado por los orcos, hasta que Sam le mostró el anillo, ante la negativa de Sam a darle el anillo por el daño que le causaba a Frodo, Frodo le explicó que la misión solo la podía cumplir él ya que podría llegar a matar a Sam. Tras esto continuaron su viaje, disfrazados de orcos para pasar inadvertidos.
Denethor envió a su hijo Faramir en una misión destinada al fracaso porque le odiaba profundamente y le culpaba por la muerte de su hermano, para que recupere un bastión de Minas Tirith Osgiliath, conquistado previamente por los orcos. Faramir aceptó esa misión suicida solo por su afán de demostrarle a su padre que él también era un guerrero leal y competente, y dolido por la preferencia abierta que su padre siempre tuvo por Boromir. Solo Faramir logra regresar, pero malherido y Denethor al ver a su hijo herido por varias flechas enloqueció, creyéndolo muerto. Mientras el grueso de las fuerzas de Mordor avanzaban sobre la ciudad, Denethor (olvidando defender Minas Tirith) fue junto a su hijo a quemarse vivo en una pira. Más tarde, Pippin le informa a Gandalf lo que va a hacer Denethor y apresuradamente va al palacio a salvar a Faramir. Gandalf logra retirar de la hoguera a Faramir, que aún estaba vivo, pero Denethor se incineró, cayendo al vacío desde la ciudadela.
Por otro lado, las huestes de Mordor inician el asedio a la ciudad blanca. Gandalf se las arregló para organizar a las tropas de Gondor para la defensa a la espera de que llegue Théoden y sus jinetes, a pesar de que sea tarde. Durante todo un día los hombres de Gondor mantienen sus posiciones frente a la sombra gracias a su coraje y valor demostrado contra Mordor durante muchos enfrentamientos anteriores, lo que ocasiona bajas importantes en el ejército de Sauron. Sin embargo, debido a su gran número las fuerzas de Mordor apenas si podían ser contenidas, y con el gran ariete Grond tiraron abajo las puertas de la ciudad, entrando en Minas Tirith y obligando a los soldados de Gondor a retroceder al segundo nivel. Con estos sucesos y a pesar de la gran resistencia ofrecida por Gondor en cada calle, cada casa, luchando cada hombre hasta el último aliento, creyendo perdida la esperanza de sobrevivir y cuando ya la victoria de Sauron parecía cercana; en la versión extendida Gandalf y el Señor de los Nazgûl se enfrentan y justo cuando parece que Gandalf morirá aparecen en el horizonte los jinetes de Rohan, que volvieron a emparejar la situación gracias a su poderosa carga de caballería y hace retroceder a los orcos. Ante esto Mordor trajo poderosos refuerzos: un ejército de sureños (Haradrim) con olifantes (criaturas similares a elefantes, solo que mucho más grandes y sobre los cuales se construían grandes torres donde iban arqueros), ante esto el Rey de Rohan ordena que su ejército se forme para volver a cargar contra los sureños y con mucho esfuerzo los hombres de Rohan se libraron de algunos de ellos y mostraron gran resistencia a pesar de las bajas sufridas.
La batalla parecía empezarse a perder, pero Théoden es herido mortalmente por el Rey Brujo, quien le ordenó a su bestia alada que se diera un festín con la carne del rey caído. Éowyn apareció para defenderlo y fue herida también por el espectro, el cual le recordó que ningún hombre era capaz de matarlo. En ese momento Merry apareció por detrás y le clavó su puñal en la pantorrilla; Éowyn se quitó el casco y reveló que no era un hombre sino una mujer, acto seguido le atravesó la cabeza invisible con su espada. El Rey Brujo finalmente desapareció, vencido no por un hombre sino por una mujer y un hobbit.
Entonces aparecieron también varios barcos de los Corsarios de Umbar que Mordor esperaba, para atracar en los muelles de Osgilliath, pero para sorpresa de los orcos, de esos barcos bajaron Aragorn, Legolas y Gimli, que los habían tomado al abordaje. Con ellos venía el ejército de los muertos, que limpió los campos de Pelennor por completo: todas las clases de criaturas que Mordor había llevado a la guerra eran pulverizadas en segundos. 
Al terminar la batalla, el rey de los muertos reclamó a Aragorn cumplir su promesa de liberarlos. Gimli aconsejó no hacerlo, Mordor aún era un peligro y ellos eran muy útiles, pero Aragorn cumplió su promesa y consideró pagada su deuda. Los espectros desaparecieron.
Gandalf aseguró que Sauron pronto recuperaría el Anillo y que resistir los ataques era inútil, ya que Mordor era mucho más poderoso y finalmente prevalecería. Su única esperanza era que Frodo tuviera éxito en destruir el Anillo, entonces Aragorn aconseja que reúnan a los hombres y marchen al Puerta Negra pero Éomer dice que no vencerán a Sauron. Sin embargo se preparan para que el ejército  mantenga la atención de Sauron enfocada sobre ellos, y distraído de la presencia de Frodo y el Anillo en su propio territorio. Todos los supervivientes marcharon a la Puerta Negra, donde Aragorn exigió a Sauron que se rindiera, pero en lugar de eso las puertas se abrieron y por ella apareció el ejército del Señor Oscuro, y un mar de enemigos los rodeó.
Desafiando a Sauron por última vez, los hombres del Oeste cargaron liderados por Aragorn contra los ejércitos de Sauron. Durante un tiempo mantuvieron su posición, pero el número de enemigos no parecía agotarse y las fuerzas de los hombres empezaban a decaer.  
Frodo y Sam llegaron finalmente al Monte del Destino, donde Gollum reaparece para recuperar el anillo. Pero, una vez junto al borde por donde Frodo podría tirar el anillo al fuego y destruirlo, finalmente sucumbe ante su poder y lo reclama para sí mismo. Gollum entró entonces y, aunque Frodo era invisible, se lo tiró encima y le arranca el dedo para quitarle el anillo. Entre ambos se lo disputaron al borde del abismo, y cayeron por él. Frodo se pudo sostener del borde, pero Gollum y el Anillo cayeron a las llamas y fueron destruidos. Justo en ese mismo momento, cuando el fin de los hombres parecía inevitable, la torre de Barad-dûr se vino abajo, el Gran Ojo explotó, Mordor se hundió en el suelo y todos los orcos huyeron o murieron.
Gandalf rescató a Frodo y Sam de Orodruin (Monte del Destino) montando en el lomo de Gwaihir, el Señor de los Vientos, y los hobbits recibieron honores en Gondor durante la coronación de Aragorn como rey por parte de todos sus habitantes y también de Rohan, pues gracias a ellos su mundo se salvó y tenían una oportunidad de empezar a vivir al fin en paz. Luego volvieron a la Comarca, donde Sam se casó con Rosita. Frodo escribió sus memorias, dejándole a Sam el final del libro; finalmente se embarcó a las Tierras Imperecederas junto a Bilbo, Gandalf, Elrond, Galadriel y los elfos restantes. La película acaba con la vuelta de Sam a su casa, donde lo esperan su hija, Rosita y su pequeño bebé, tras despedir a sus amigos en los Puertos Grises. Sam dice: "Bueno. Estoy de vuelta", (palabras con las que también terminaba la novela), entran juntos en casa, y cierra la puerta.

## Reparto

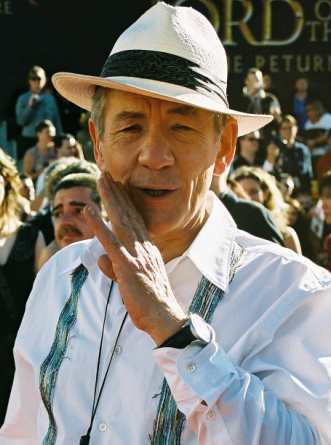
Ian McKellen, actor que interpreta a Gandalf, durante el estreno de El retorno del Rey en Wellington, Nueva Zelanda, el 1 de diciembre de 2003.

- Elijah Wood como el hobbit Frodo Bolsón.
- Ian McKellen como el mago Gandalf el Blanco.
- Viggo Mortensen como el dúnadan Aragorn.
- Sean Astin como el hobbit Samsagaz Gamyi.
- Billy Boyd como el hobbit Peregrin "Pippin" Tuk.
- Dominic Monaghan como el hobbit Meriadoc "Merry" Brandigamo.
- John Rhys-Davies como el enano Gimli y la voz del ent Bárbol.
- Orlando Bloom como el elfo sinda Legolas.
- Andy Serkis como Gollum.
- Bernard Hill como el hombre Théoden.
- David Wenham como el dúnadan Faramir.
- Miranda Otto como la mujer Éowyn.
- Sean Bean como el Boromir.
- Karl Urban como el hombre Éomer.
- John Noble como el dúnadan Denethor II.
- Ian Holm como el hobbit Bilbo Baggins.
- Liv Tyler como la peredhil Arwen.
- Hugo Weaving como el peredhil Elrond.
- Cate Blanchett como la elfa noldo Galadriel.
- Marton Csokas como el elfo Celeborn.

Versión extendida:
- Christopher Lee como el mago Saruman el Blanco.
- Brad Dourif como el rohirrim Gríma Lengua de Serpiente.
- Bruce Spence como el Mouth of Sauron.

## Producción

### Guion
El guion de El retorno del Rey, al igual que los de la primera y la segunda entregas de la trilogía, fue escrito por Philippa Boyens, Peter Jackson y su esposa, Fran Walsh. En el guion original, la escena inicial era un sueño en el que la cámara salía de la puerta de los Senderos de los Muertos, recorría Rohan hasta el castillo de Meduseld y, en ese momento, el personaje de Aragorn se despertaba de repente. La escena que finalmente la sustituyó y en la que se muestra un flashback del descubrimiento del Anillo por parte de Déagol y Sméagol iba a ser incluida en Las dos torres, junto cuando Frodo le recuerda a Gollum su verdadero nombre en la Ciénaga de los Muertos. Los guionistas consideraron que esta escena era más apropiada para comenzar El retorno del Rey que la del sueño de Aragorn, ya que según sus palabras le «aporta unidad» a la película al mostrar en el inicio el origen del Anillo y en el final su destrucción. Por idea de Fran Walsh, el flashback fue ampliado para mostrar el deterioro de Sméagol con el paso de los años debido a la posesión del Anillo.
La escena del banquete en el castillo de Meduseld no aparecía en el guion, pero fue incorporada tiempo después debido a que algunos hilos argumentales no comenzaban de forma clara, como las dudas del rey Théoden sobre su capacidad para liderar o la relación entre Aragorn y Éowyn.

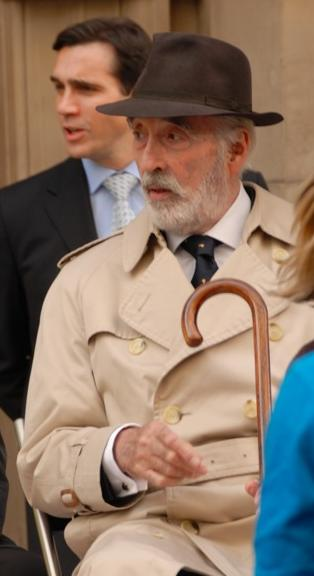
Las escenas del actor Christopher Lee fueron omitidas de la versión de la película estrenada en cines, hecho que provocó una mala reacción hacia Peter Jackson por su parte.

Desde el principio, Jackson descartó incluir en Las dos torres las escenas de Ella-Laraña para evitar que coincidieran con la batalla del Abismo de Helm y el clímax de esta se rompiera. Además, de esta forma conseguían seguir un orden cronológico que J. R. R. Tolkien no hizo en la novela, ya que los hechos ocurridos en el antro de Ella-Laraña coinciden en el tiempo con el asedio de Minas Tirith. Sin embargo, esta reestructuración cronológica hizo que algunas escenas perdieran tensión con respecto al libro, por ejemplo la acontecida en la Puerta Negra de Mordor con la Boca de Sauron, ya que mientras en la novela los lectores no saben si Frodo está vivo o muerto, en la película sí.
En la primera versión de la escena acontecida en el Monte del Destino, Frodo empujaba a Gollum y este se caía a la lava junto con el Anillo; sin embargo, tras verla rodada, la escena no convenció a los guionistas y finalmente hicieron que los dos personajes forcejearan por el Anillo (como espejo de la escena inicial de la película entre Sméagol y Déagol) y cayeran accidentalmente.
El Saneamiento de la Comarca fue descartado pronto por los guionistas, ya que la trama de la trilogía se centraba en la destrucción del Anillo y tras eso solo querían finalizar la película. A pesar de ello, intentaron rendirle homenaje en La Comunidad del Anillo cuando Frodo ve en el Espejo de Galadriel la Comarca destruida y a los hobbits siendo apresados por orcos. La muerte del mago Saruman, que en la novela ocurre durante el Saneamiento de la Comarca, fue trasladada a lo alto de la torre de Orthanc e iba a ser mostrada al final de Las dos torres, pero finalmente cambiaron el guion para que apareciera al principio de El retorno del Rey con el fin de no romper el clímax final de la segunda entrega. La escena fue omitida de nuevo en la versión estrenada en cines para reducir la duración de la película y, aunque fue incluida en la versión extendida publicada en DVD, esto provocó que el actor Christopher Lee mostrara abiertamente su molestia hacia Jackson.
En un principio, los guionistas escribieron escenas finales para todos los miembros de la Comunidad del Anillo, e incluso fueron rodadas, pero finalmente solo incluyeron la de Aragorn y se centraron en el deterioramiento de Frodo a causa del viaje.

### Rodaje
Las tres entregas de la trilogía fueron rodadas al mismo tiempo en Nueva Zelanda, en un período de entre catorce y quince meses desde finales de 1999 hasta el fin de 2000. En plan inicial de Peter Jackson era rodar en primer lugar La Comunidad del Anillo, pero debido a las inundaciones que se produjeron en Queenstown el equipo de rodaje no pudo filmar escenas en exteriores; como resultado de ello, se planeó que Elijah Wood y Sean Astin comenzaran a rodar las escenas que transcurren en las escaleras de Cirith Ungol en El retorno del Rey. Weta Workshop diseñó una maqueta de las escaleras para los planos abiertos, pero para las escenas con diálogo se construyó un escenario en la pista de squash de un hotel y el director de animación Randy Cook hizo el papel de Gollum, ya que Andy Serkis aún no había sido contratado. Las escenas iban a ser filmadas el 24 y 25 de noviembre de 1999, pero tras la primera jornada de rodaje salió el sol y Jackson decidió continuar rodando los exteriores de La Comunidad del Anillo, por lo que firmó un contrato con el hotel para poder mantener el escenario montado hasta que volvieran a filmar en él. El equipo de rodaje no volvería allí hasta un año después, el 30 de noviembre de 2000.

### Diseño
La Tierra Media imaginada por Jackson fue diseñada principalmente por Alan Lee y John Howe, dos de los principales ilustradores de J. R. R. Tolkien, y creada por la empresa Weta Workshop, que se hizo cargo de las armas, armaduras, miniaturas, prótesis y criaturas de toda la trilogía, así como por el Departamento de Arte que construyó los platós. Richard Taylor dirigió Weta, mientras que Grant Major y Dan Hennah organizaron la planificación y los edificios respectivamente.
La ciudad de Minas Tirith, vista brevemente en las películas previas, se ve completamente en esta tercera, y con ello la civilización de Gondor. El enorme escenario se construyó en Dry Creek Quarry, en las afueras de Wellington, en el plató del Abismo de Helm. Este plató se convirtió en la segunda puerta de Minas Tirith, mientras que el exterior del Abismo de Helm sirvió para la escena donde Gandalf se enfrenta al Rey Brujo. Las nuevas estructuras incluían una puerta de ocho metros en dos versiones, una rota y otra intacta, con una apertura manual y un mecanismo de cierre; sus grabados se inspiraron en el Bautismo de San Juan. Había también cuatro niveles de calles con motivos heráldicos en todas las casas, inspirados en Siena. La ciudadela fue construida en el exterior de la que era el backlot de los estudios Stone Street, utilizando una perspectiva forzada. En ella se emplazó el marchito Árbol Blanco de Gondor, hecho de poliestireno por Brian Massey con ramas reales e inspirado en los viejas y nudosos olivos libaneses. El interior fue construido dentro de una vieja fábrica de tres niveles en Wellington y sus colores estuvieron influidos por la Capilla Palatina de Aquisgrán, con un trono para Denethor cavado en la piedra y estatuas de poliestireno de los antiguos Reyes de Gondor.
La armadura gondoriana fue diseñada para representar una evolución de los númenóreanos desde el prólogo de la primera película, con un simplificado motivo de pájaros marinos. El siglo XVI italiano y alemán sirvieron de inspiración, mientras que los civiles vestían trajes en plata y negro, diseñados por Ngila Dickson continuando el estilo antiguo y medieval mediterráneo.
Minas Morgul, la escalera, la guarida del Ella-Laraña y la torre de Cirith Ungol fueron diseñados por Howe. El diseño de Minas Morgul fue inspirado por una experiencia del artista con una muela del juicio, mientras que Cirith Ungol se basó en los dibujos de Tolkien, aunque rediseñado por Richard Taylor con un estilo más inglés. Los Puertos Grises estuvieron inspirados en los cuadros de J. M. W. Turner.
La tercera película introduce a la araña gigante Ella-Laraña. El personaje fue diseñado en 1999, basando su cuerpo en una Porrhothele antipodiana y se añadió a su cabeza numerosos bultos que fueron seleccionados por los hijos de Peter Jackson de entre varias opciones. Los muertos de El Sagrario tienen una influencia celta, con acabados rectilíneos y simétricos para reflejar su estado mórbido, mientras que su ciudad subterránea tiene un aire a Petra. Los haradrim inicialmente estaban inspirados por la cultura africana, pero a Philippa Boyens le preocupaba que esto resultara ofensivo y el aspecto de la raza acabó siendo influido por los kiribati, con una armadura trenzada de bambú, y por los aztecas, debido al uso de joyas.

## Banda sonora
La banda sonora original de El retorno del Rey fue lanzada el 25 de noviembre de 2003. Su tema final «Into the West» fue interpretado por Annie Lennox y ganó el Óscar a la mejor canción original en 2004.

| Track listing |                                                                                  |          |  |
| N.º           | Título                                                                           | Duración |  |
| 1.            | «A Storm Is Coming»                                                              | 2:52     |  |
| 2.            | «Hope and Memory»                                                                | 1:45     |  |
| 3.            | «Minas Tirith» (con Ben Del Maestro)                                             | 3:37     |  |
| 4.            | «The White Tree»                                                                 | 3:25     |  |
| 5.            | «The Steward of Gondor» (con Billy Boyd)                                         | 3:53     |  |
| 6.            | «Minas Morgul»                                                                   | 1:58     |  |
| 7.            | «The Ride of the Rohirrim»                                                       | 2:08     |  |
| 8.            | «Twilight and Shadow» (con Renée Fleming)                                        | 3:30     |  |
| 9.            | «Cirith Ungol»                                                                   | 1:44     |  |
| 10.           | «Andúril»                                                                        | 2:35     |  |
| 11.           | «Shelob's Lair»                                                                  | 4:07     |  |
| 12.           | «Ash and Smoke»                                                                  | 3:25     |  |
| 13.           | «The Fields of the Pelennor»                                                     | 3:26     |  |
| 14.           | «Hope Fails»                                                                     | 2:20     |  |
| 15.           | «The Black Gate Opens» (con Sir James Galway)                                    | 4:01     |  |
| 16.           | «The End of All Things» (con Renée Fleming)                                      | 5:12     |  |
| 17.           | «The Return of the King» (con Sir James Galway, Viggo Mortensen y Renée Fleming) | 10:14    |  |
| 18.           | «The Grey Havens» (con Sir James Galway)                                         | 5:59     |  |
| 19.           | «Into the West» (interpretada por Annie Lennox)                                  | 5:49     |  |
| 20.           | «Use Well the Days» (interpretada por Annie Lennox, solo en la edición limitada) | 3:10     |  |

## Versión extendida
Una de las escenas cambiada en la versión extendida fue la llegada de los rohirrim a los Campos del Pelennor. En la versión comercial se da mientras Gandalf arengaba a los soldados de Gondor en forma desesperada, pero en la versión extendida esta se da después de que Pippin avisara a Gandalf de la locura de Denethor. Posteriormente a eso, el Señor de los Nazgûl sale al paso y quiebra el bastón de Gandalf. Justo antes del clamor de los cuernos de los jinetes, exclama: This is my hour (Esta es mi hora, en el doblaje de los subtítulos), señalando el momento del triunfo de Mordor sobre el oeste. Otra escena que no apareció en los cines fue el momento en el que la Boca de Sauron sale de la Puerta Negra para negociar con Aragorn. Finalmente, Aragorn, cuando este se jacta de que los orcos mataron a Frodo en la Torre Negra, le decapita (a diferencia de lo que ocurre en el libro).
Cuando Aragorn mira fijamente al ojo, este parece retroceder, desanimado, sin embargo en la versión extendida, Gandalf, llevando a Narya, el anillo de fuego, hace un movimiento, y finalmente Aragorn dice "por Frodo", lanzándose con su ejército contra los orcos de Mordor.

## Premios Óscar
El retorno del Rey se llevó las once estatuillas para las que estuvo nominada, igualando en el total a cintas históricas como Ben-Hur o Titanic, a pesar de que estas últimas partieron con mayor cantidad de nominaciones.
| Categoría                 | Persona (s)                                                  | Resultado |
| ------------------------- | ------------------------------------------------------------ | --------- |
| Mejor película            | Peter Jackson, Fran Walsh y Barrie M. Osborne                | Ganadores |
| Mejor director            | Peter Jackson                                                | Ganador   |
| Mejor dirección de arte   | Grant Major, Dan Hennah y Alan Lee                           | Ganadores |
| Mejor guion adaptado      | Fran Walsh, Philippa Boyens y Peter Jackson                  | Ganadores |
| Mejor maquillaje          | Richard Taylor y Peter King                                  | Ganadores |
| Mejor diseño de vestuario | Ngila Dickson y Richard Taylor                               | Ganadores |
| Mejor banda sonora        | Howard Shore                                                 | Ganador   |
| Mejor canción original    | Fran Walsh, Annie Lennox y Howard Shore, por «Into the West» | Ganadores |
| Mejor sonido              |                                                              | Ganador   |
| Mejores efectos visuales  |                                                              | Ganador   |
| Mejor montaje             | Jamie Selkirk                                                | Ganador   |

## Clasificación por edades
| País           | Calificación                                                                    |
| -------------- | ------------------------------------------------------------------------------- |
| Alemania       | 12 16 (Versión extendida)                                                       |
| Argentina      | 13                                                                              |
| Australia      | M                                                                               |
| Canadá         | G (Quebec) 14 (Nueva Escocia) 14A (Alberta/Columbia Británica/Manitoba/Ontario) |
| Brasil         | 12                                                                              |
| Chile          | TE+7 14 (Versión extendida)                                                     |
| España         | 13 (NRM13)                                                                      |
| Estados Unidos | PG-13                                                                           |
| Filipinas      | PG-13                                                                           |
| Finlandia      | K-15                                                                            |
| Hong Kong      | IIB                                                                             |

| País          | Calificación              |
| ------------- | ------------------------- |
| Portugal      | M/12                      |
| Italia        | T                         |
| Islandia      | 16                        |
| Noruega       | 11                        |
| Nueva Zelanda | M                         |
| Países Bajos  | 12 16 (Versión extendida) |
| Perú          | PT                        |
| Reino Unido   | 12                        |
| Singapur      | PG13                      |
| Suecia        | 11                        |
| Colombia      | 7                         |
| Puerto Rico   | PG-13                     |
| México        | B                         |
| Japón         | G                         |